# Dontostemon crassifolius
Dontostemon crassifolius är en korsblommig växtart som först beskrevs av Aleksandr Andrejevitj Bunge och Porphir Kiril Nicolai Stepanowitsch Turczaninow, och fick sitt nu gällande namn av Aleksandr Andrejevitj Bunge och Carl Maximowicz. Dontostemon crassifolius ingår i släktet Dontostemon och familjen korsblommiga växter. Inga underarter finns listade i Catalogue of Life.